# Gueorgui Yártsev
Gueorgui Aleksándrovich Yártsev (en ruso: Гео́ргий Алекса́ндрович Я́рцев) (Nikólskoye, Óblast de Kostromá, Unión Soviética, 11 de abril de 1948-Moscú, 15 de julio de 2022) fue un entrenador y jugador de fútbol ruso. Fue seleccionador de Rusia entre 2003 y 2005.

## Carrera como jugador
Aprendió a jugar al fútbol en la escuela de fútbol Tekmash de Kostromá. Comenzó su carrera en el fútbol profesional en el Spartak Kostroma (1965-1967, 1975-1976) y posteriormente pasó por el Iskra Smolensk (1968-1972), CSKA Moscú (1970), Gomselmash Gomel (1973-1974), Spartak Moscú (1977-1980), el Lokomotiv Moscú (1981) y Moskvich Moscú (1982).
Su mejor etapa como futbolista fue en el Spartak, con quien se proclamó campeón de la URSS en 1979 y fue el máximo goleador en el campeonato de liga de 1978 (19 goles). Su carrera en la elite fue inusual, ya que solo llegó al nivel más alto del fútbol de clubes en la URSS cuando tenía veintinueve años. En total, jugó 82 partidos en primera división y anotó 38 goles.
Fue internacional en cinco ocasiones con la selección de la Unión Soviética, pero no llegó a disputar ningún gran torneo con el equipo nacional.

## Carrera como entrenador
Tras finalizar su carrera como futbolista en 1982, comenzó a entrenar en la escuela de fútbol Neftyanik-Kapotnya de Moscú. Formó parte del cuerpo técnico del Krasnaya Presnya desde entre 1985 y 1988, y en 1994 pasó a formar parte del cuerpo técnico del Spartak Moscú. En 1996 fue nombrado entrenador del Spartak, pero solo estuvo una temporada.
Entre 1998 y 2000 entrenó al Dinamo Moscú y al Rotor Volgogrado antes de firmar en 2003 como seleccionador de Rusia, a quien llevó a la Eurocopa 2004. En ese torneo, fue criticado públicamente por Aleksandr Mostovói, quien acusó al entrenador de agotar a los futbolistas con pesados entrenamientos que les dejaban sin energía para los partidos. A consecuencia de estas declaraciones, el entrenador ruso expulsó a Mostovói de la plantilla en pleno torneo. Rusia acabó última en su grupo, pero no fue despedido, sino que renunció a su cargo tras un empate contra Estonia en la fase de clasificación del Mundial de 2006.
Tras su paso como entrenador nacional, entrenó al Torpedo Moscú en 2007 y al FC Milsami moldavo en 2013-14.
Falleció el 15 de julio de 2022 a causa de una insuficiencia cardíaca aguda.

## Distinciones
- Honored Physical Culture Worker of the Russian Federation
- Honoured Coach of Russia
- Maestro del Deporte de la URSS
- Orden de la Amistad